# Les Tricheurs (série télévisée)
Pour les articles homonymes, voir Tricheur (homonymie).
Les Tricheurs est une série télévisée française en trois épisodes de 90 minutes créée par Claude Scasso, dont le premier épisode a été diffusée le 11 octobre 2006 sur M6, le deuxième épisode le 26 avril 2008 et le 14 février 2009 sur France 3 et rediffusée sur Numéro 23 depuis  le 26 avril 2016.
L'écriture de six épisodes en format 52 minutes a été arrêtée par M6 en 2007. La série reprend en 2008 au format 90 minutes, avec les mêmes comédiens. Mise en scène dans les rues de Lille, ce nouveau format est diffusé sur France 3.

## Synopsis
Alex est un arnaqueur de grande envergure, en prison depuis plusieurs années. Un juge lui propose de le libérer en échange d'apporter secrètement son aide à la police. Il accepte et se retrouve hébergé chez sa fille, Sophie, lieutenant de police, avec qui il entretient des relations difficiles. Il se découvre une petite-fille, Vally, qui veut devenir arnaqueuse comme lui.

## Distribution
- Pascal Légitimus : Alex
- Sara Martins : Sophie
- Leïla Bekhti : Vally
- Sofia Lesaffre : ?

## Épisodes
1. Le tricheur à l'as de carreau (diffusé le 11 octobre 2006)
2. La case départ (diffusé le 26 avril 2008)
3. Les témoins (diffusé le 14 février 2009)

## Récompenses
- Festival de la fiction TV de Saint-Tropez 2006 : Prix du meilleur scénario à Claude Scasso pour l'épisode pilote[1].